# Rovte v Selški dolini
Rovte v Selški dolini este o localitate din comuna Škofja Loka, Slovenia, cu o populație de 54 de locuitori.